# Baugy (Saône-et-Loire)
Pour les articles homonymes, voir Baugy.
Baugy est une commune française située dans le département de Saône-et-Loire, en région Bourgogne-Franche-Comté.

## Géographie
Baugy, située sur la rive droite de la Loire, fait partie du Brionnais, à 2,5 km au nord de Marcigny. 

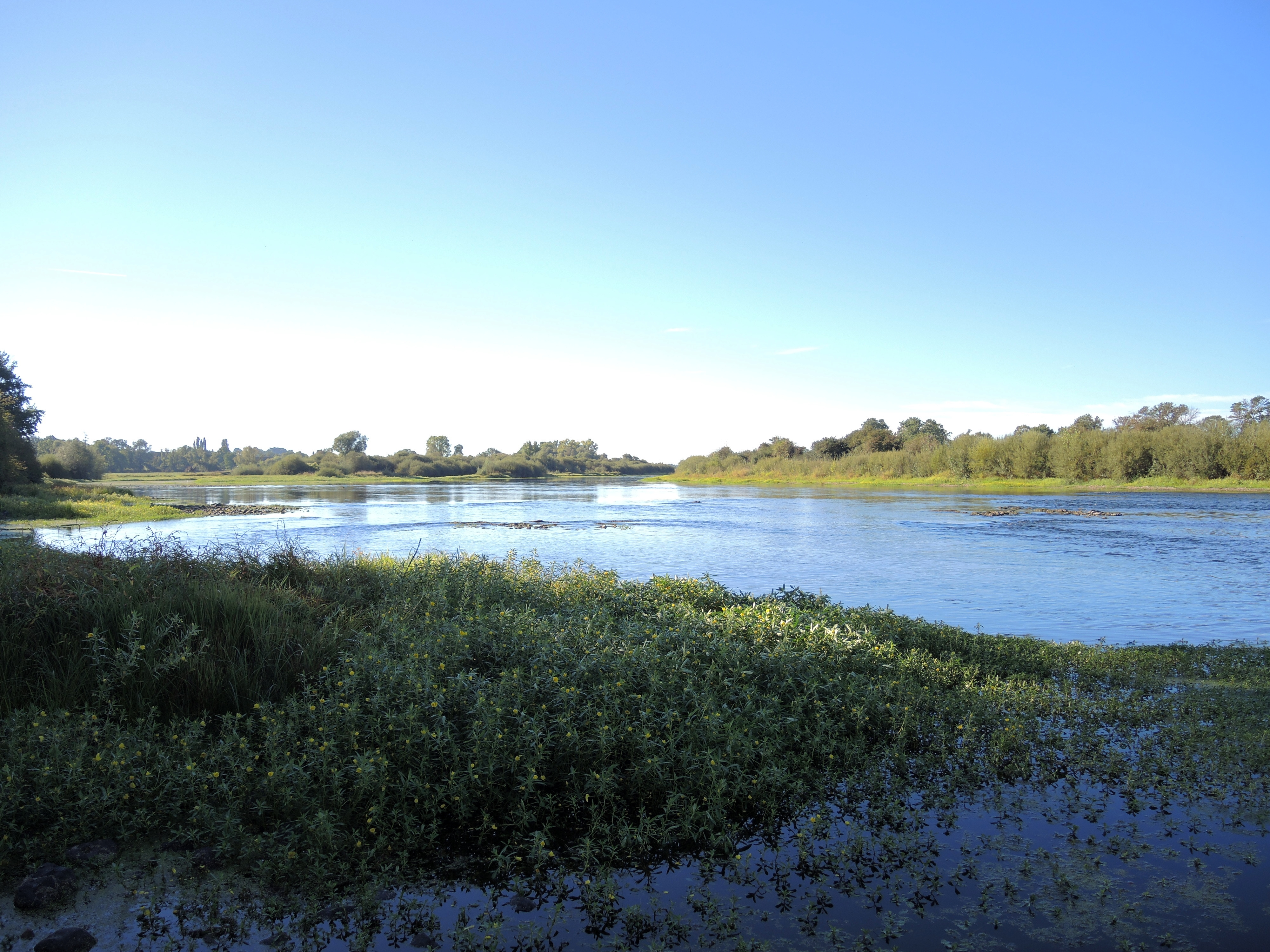
La Loire à Baugy (Saône-et-Loire) en août 2022.

Le nom de la commune vient d'un mot d'origine celtique indiquant un terrain marécageux.

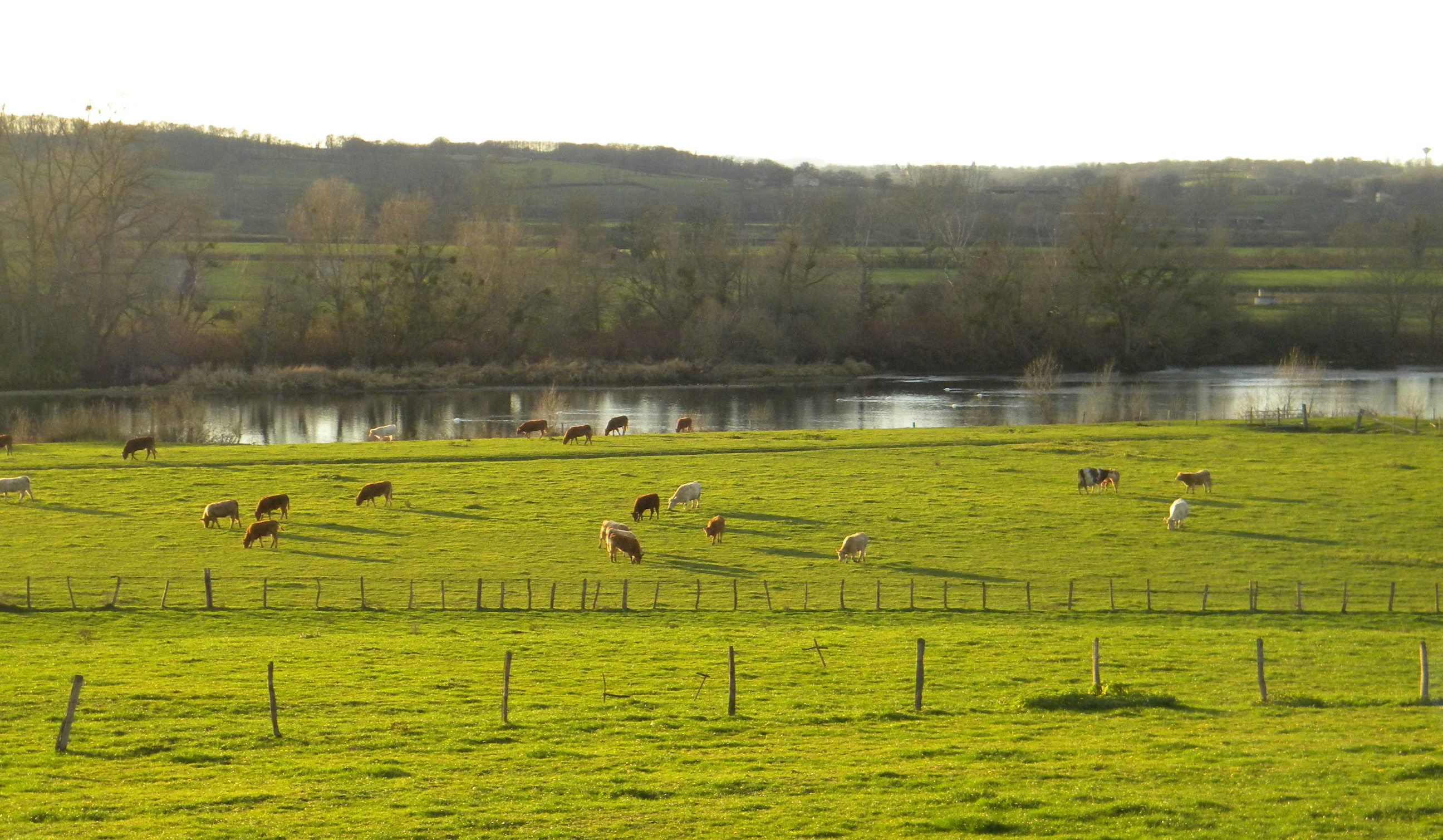
Élevage en bords de Loire.

### Climat
Pour des articles plus généraux, voir Climat de la Bourgogne-Franche-Comté et Climat de Saône-et-Loire.
En 2010, le climat de la commune est de type climat océanique dégradé des plaines du Centre et du Nord, selon une étude du Centre national de la recherche scientifique s'appuyant sur une série de données couvrant la période 1971-2000. En 2020, Météo-France publie une typologie des climats de la France métropolitaine dans laquelle la commune est exposée à un climat océanique altéré et est dans la région climatique Centre et contreforts nord du Massif Central, caractérisée par un air sec en été et un bon ensoleillement.
Pour la période 1971-2000, la température annuelle moyenne est de 11 °C, avec une amplitude thermique annuelle de 16,3 °C. Le cumul annuel moyen de précipitations est de 800 mm, avec 9,8 jours de précipitations en janvier et 7,2 jours en juillet. Pour la période 1991-2020, la température moyenne annuelle observée sur la station météorologique de Météo-France la plus proche, « Briant », sur la commune de Briant à 9 km à vol d'oiseau, est de 11,7 °C et le cumul annuel moyen de précipitations est de 930,7 mm. 
La température maximale relevée sur cette station est de 40 °C, atteinte le 12 août 2003 ; la température minimale est de −14,7 °C, atteinte le 31 décembre 1996,,.
Les paramètres climatiques de la commune ont été estimés pour le milieu du siècle (2041-2070) selon différents scénarios d'émission de gaz à effet de serre à partir des nouvelles projections climatiques de référence DRIAS-2020. Ils sont consultables sur un site dédié publié par Météo-France en novembre 2022.

## Urbanisme

### Typologie
Au 1er janvier 2024, Baugy est catégorisée commune rurale à habitat dispersé, selon la nouvelle grille communale de densité à sept niveaux définie par l'Insee en 2022.
Elle appartient à l'unité urbaine de Marcigny, une agglomération intra-départementale regroupant trois  communes, dont elle est une commune de la banlieue,,. La commune est en outre hors attraction des villes,.

### Occupation des sols
L'occupation des sols de la commune, telle qu'elle ressort de la base de données européenne d’occupation biophysique des sols Corine Land Cover (CLC), est marquée par l'importance des territoires agricoles (91,3 % en 2018), en diminution par rapport à 1990 (92,9 %). La répartition détaillée en 2018 est la suivante : prairies (71 %), terres arables (10,8 %), zones agricoles hétérogènes (9,6 %), eaux continentales (6,9 %), zones urbanisées (1,7 %). L'évolution de l’occupation des sols de la commune et de ses infrastructures peut être observée sur les différentes représentations cartographiques du territoire : la carte de Cassini (XVIIIe siècle), la carte d'état-major (1820-1866) et les cartes ou photos aériennes de l'IGN pour la période actuelle (1950 à aujourd'hui).

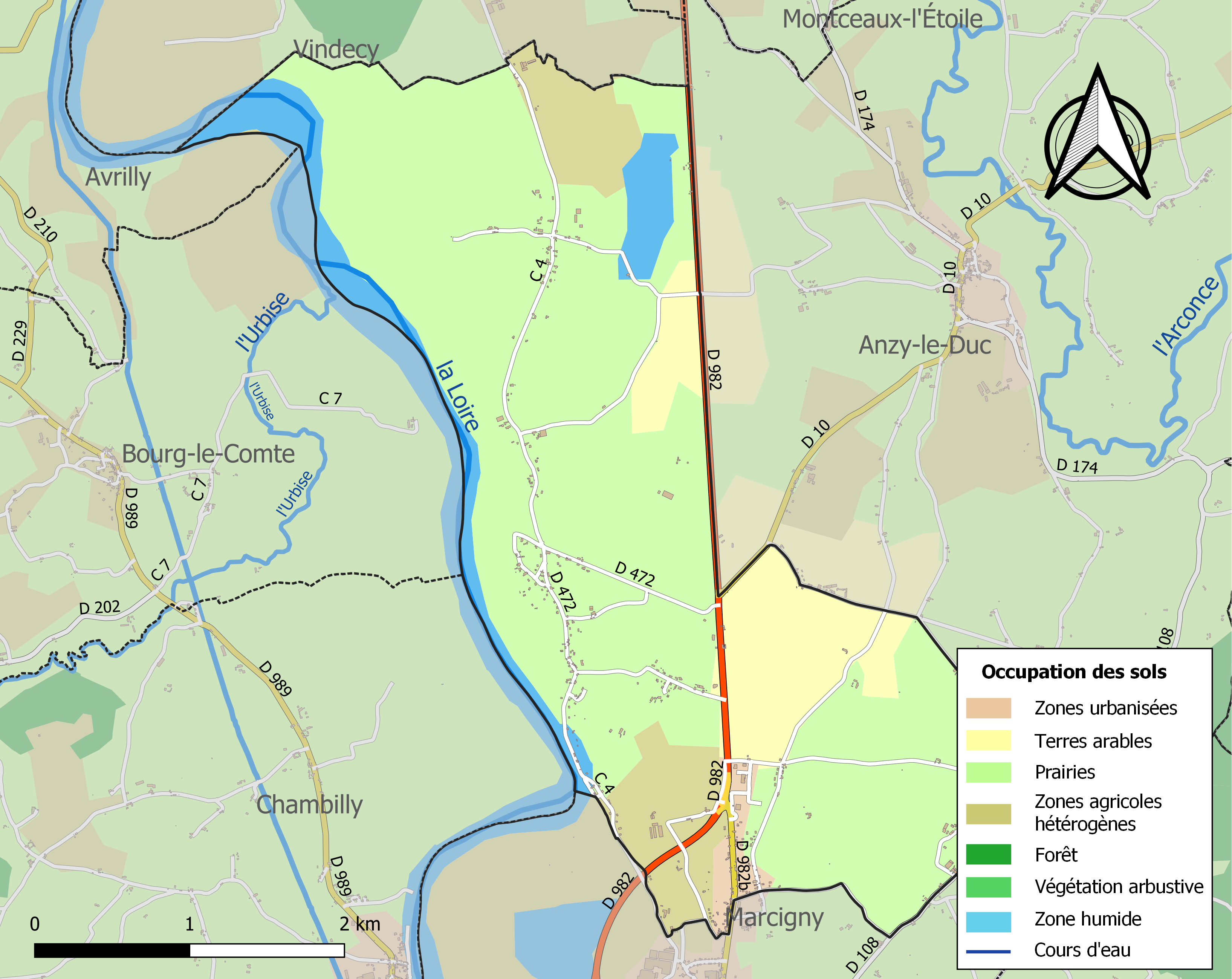
Carte des infrastructures et de l'occupation des sols de la commune en 2018 (CLC).

## Toponymie
Noms successifs donnés à l'actuel Baugy :  Baugiacus (avant 1312),  Baugie (1400), Baugye, Baugis, 1664, Baugy sur Loire, (1757) Baugy en Bourgogne et Royauté (1760). En 1789, Baugy était divisé en Baugy en Duché, du bailliage de Semur-en-Brionnais, et Baugy en Royauté, du bailliage de Mâcon comme possession du prieuré de Marcigny, les deux dépendant de la recette de Semur-en-Brionnais

## Histoire
Peuplé probablement dès l'époque gallo-romane, la « colonie » de « Balgiacum » est un site important dans les communications du Brionnais. Voies romaines et port y existent depuis l'époque gallo-romaine. La villa de « Belgiaco » apparaît en 756 dans une charte de Saint-Benoît-sur-Loire au sujet d'un échange effectué entre les abbayes de Perrecy-les-Forges et de Saint-Martin d'Autun. Par la suite, en  1088, Geoffroi de Semur donne en partie la paroisse  au prieuré de Marcigny, sous influence de l'ordre de Cluny. Le reste de la commune dépendait de la baronnie de Semur-en-Brionnais puis de la seigneurie du château d'Arcy.

## Politique et administration

### Tendances politiques et résultats des élections
Résultats des élections dans la commune :
- Élections présidentielles 2017 (2e tour) : Emmanuel Macron (En Marche !) obtient  55,44 %  et Marine Le Pen (Front national 44,56 % des suffrages exprimés[16].
- Élections législatives 2017 (2e tour) :   Vincent Chauvet (République en marche) 51,76 % des suffrages exprimés ; Josiane Corneloup  (Les Républicains) 48,24 % des suffrages exprimés[17].
- Élections régionales (2015) : au deuxième tour du scrutin le Front national (Sophie Montel) : 32,52 % ;  Union de la Gauche (Marie-Guite Dufay) : 35,77 % ; Union de la Droite (François Sauvadet) : 31,71 %[18].
- Élections départementales 2015 :  Accary André et Chenuet Carole (binôme Union de la droite) : 53,61 % ; Gateau Stéphanie et Poncet Louis (binôme divers gauche) 46,39 %[19].
- Élections européennes (2014) les quatre listes arrivées en tête :  Liste bleu Marine – non à Bruxelles oui à la France (FN) 23,12  %, ; Pour la France, agir en Europe avec Nadine Morano  21,51 % ; Choisir notre Europe (Union de la Gauche) 14,52 %, UDI Modem, Les européens, liste soutenue par François Bayrou et Jean-Louis Borloo (UC)  9,14 % + 19 autres listes[20].
- Élections municipales 2014 : 15 conseillers municipaux ont été élus dès le premier tour. Marcel Desvignes  a été élu maire par le conseil municipal.

### Maires de la commune

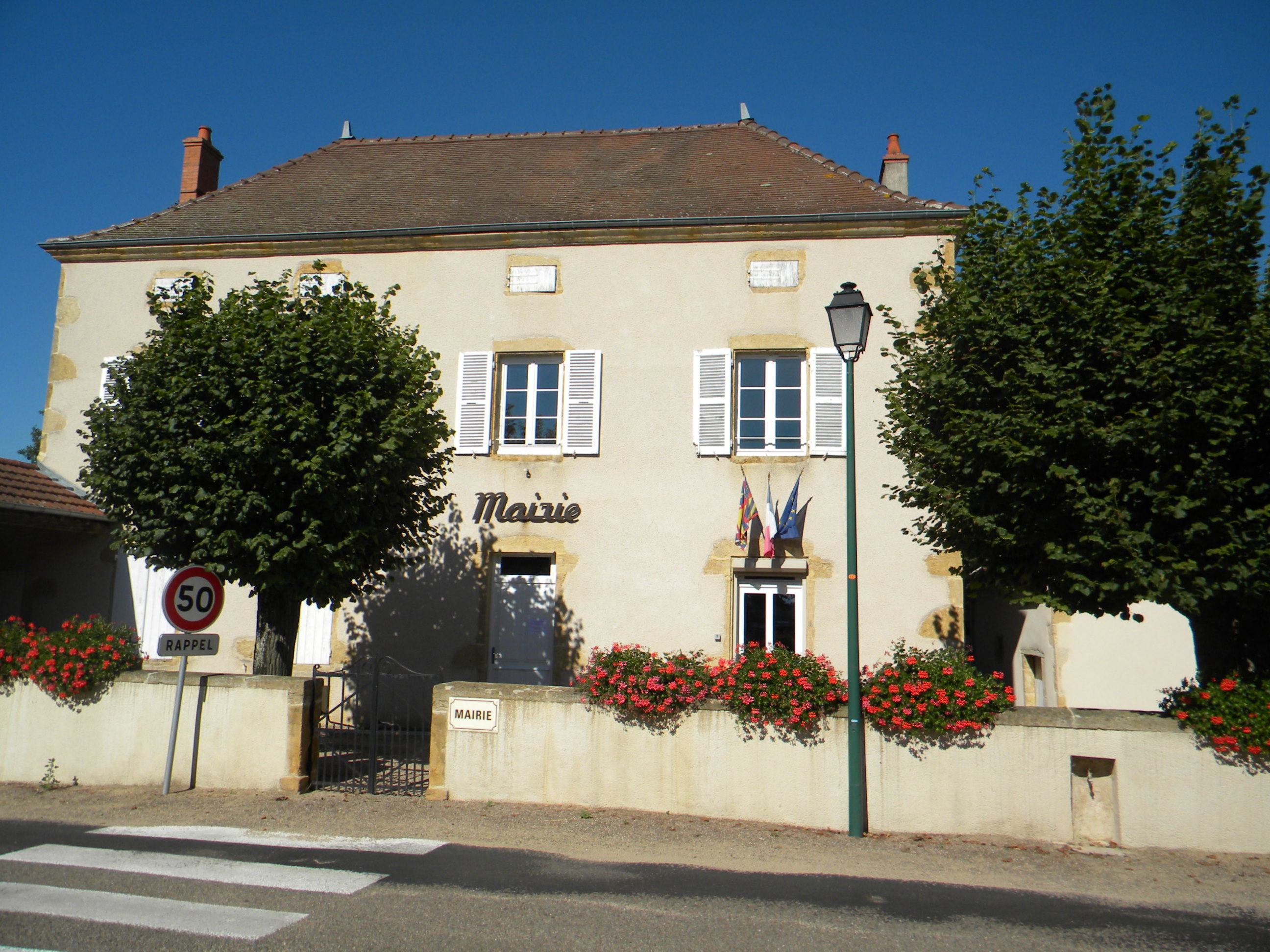
La mairie.

| Période                                  | Période  | Identité         | Étiquette | Qualité |
| ---------------------------------------- | -------- | ---------------- | --------- | ------- |
| mars 2001                                | en cours | Marcel Desvignes |           | Cadre   |
| Les données manquantes sont à compléter. |          |                  |           |         |

## Démographie
L'évolution du nombre d'habitants est connue à travers les recensements de la population effectués dans la commune depuis 1793. Pour les communes de moins de 10 000 habitants, une enquête de recensement portant sur toute la population est réalisée tous les cinq ans, les populations de référence des années intermédiaires étant quant à elles estimées par interpolation ou extrapolation. Pour la commune, le premier recensement exhaustif entrant dans le cadre du nouveau dispositif a été réalisé en 2006.

En 2022, la commune comptait 495 habitants, en évolution de −2,75 % par rapport à 2016 (Saône-et-Loire : −1,06 %, France hors Mayotte : +2,11 %).
| 1793 | 1800 | 1806 | 1821 | 1831 | 1836 | 1841 | 1846 | 1851 |
| ---- | ---- | ---- | ---- | ---- | ---- | ---- | ---- | ---- |
| 497  | 460  | 480  | 535  | 542  | 482  | 483  | 478  | 462  |

| 1856 | 1861 | 1866 | 1872 | 1876 | 1881 | 1886 | 1891 | 1896 |
| ---- | ---- | ---- | ---- | ---- | ---- | ---- | ---- | ---- |
| 491  | 526  | 520  | 490  | 449  | 456  | 467  | 469  | 446  |

| 1901 | 1906 | 1911 | 1921 | 1926 | 1931 | 1936 | 1946 | 1954 |
| ---- | ---- | ---- | ---- | ---- | ---- | ---- | ---- | ---- |
| 402  | 387  | 404  | 391  | 376  | 351  | 338  | 343  | 350  |

| 1962 | 1968 | 1975 | 1982 | 1990 | 1999 | 2006 | 2011 | 2016 |
| ---- | ---- | ---- | ---- | ---- | ---- | ---- | ---- | ---- |
| 336  | 333  | 360  | 411  | 458  | 478  | 479  | 525  | 509  |

| 2021 | 2022 | - | - | - | - | - | - | - |
| ---- | ---- | - | - | - | - | - | - | - |
| 500  | 495  | - | - | - | - | - | - | - |

Les 511 habitants (en 2014) de la commune se répartissent en 144 de moins de trente ans, 219 de 30 à 59 ans et 147 de 60 ans et plus.
Parmi les 322 personnes qui, en 2014, ont entre 15 et 64 ans. 70,1 % sont des actifs ayant un emploi, 7,2 % sont chômeurs, 5,3 % sont élèves ou étudiants, 12,8 % sont retraités ou préretraités et 4,7  %  d'autres inactifs.

## Logement
Le nombre de logements existants dans la commune, en 2014,  est de 238 ; 217 sont des résidences principales, 10 des résidences secondaires ou des logements occasionnels et 11 sont des logements vacants. Le nombre de maisons est de 229 et celui des appartements de 6.

## Économie et emploi
Sur le territoire communal il existe, au 31 décembre 2015, 36 établissements actifs qui emploient 42 salariés au total :
- 10  appartiennent au secteur de l'agriculture (2 salariés au total) ;
- 4 au secteur de l'industrie (3 salariés) ;
- 4 sont du secteur de la construction (10 salariés) ;
- 16 sont du secteur du commerce, des transports et des services divers (25 salariés au total) ;
- 2 sont du secteur de l'administration publique, de l'enseignement, de la santé et de l'action sociale (2 salariés au total).

## Culture locale et patrimoine

### Lieux et monuments
- Église Saint-Pons, du XIe siècle, restaurée en 2012[26]. L'église est un exemple d'une église paroissiale du premier art roman[1].

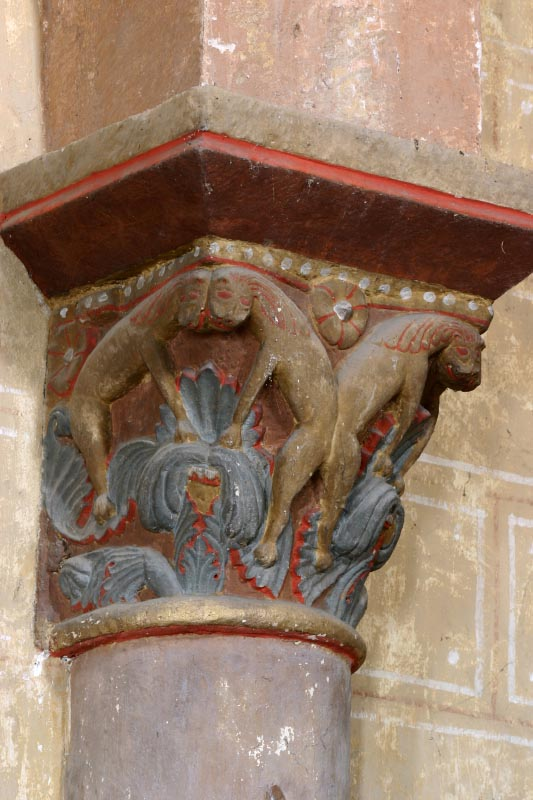
Chapiteau de l'église.
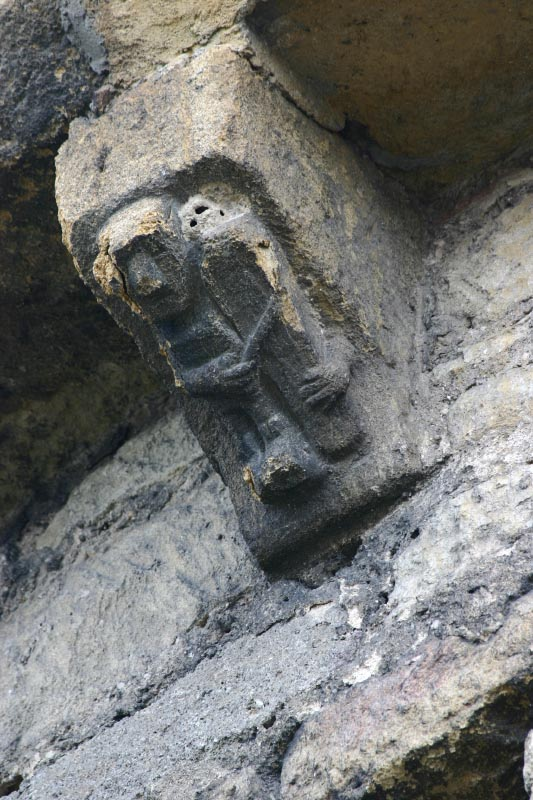
Corbeau de l'abside.
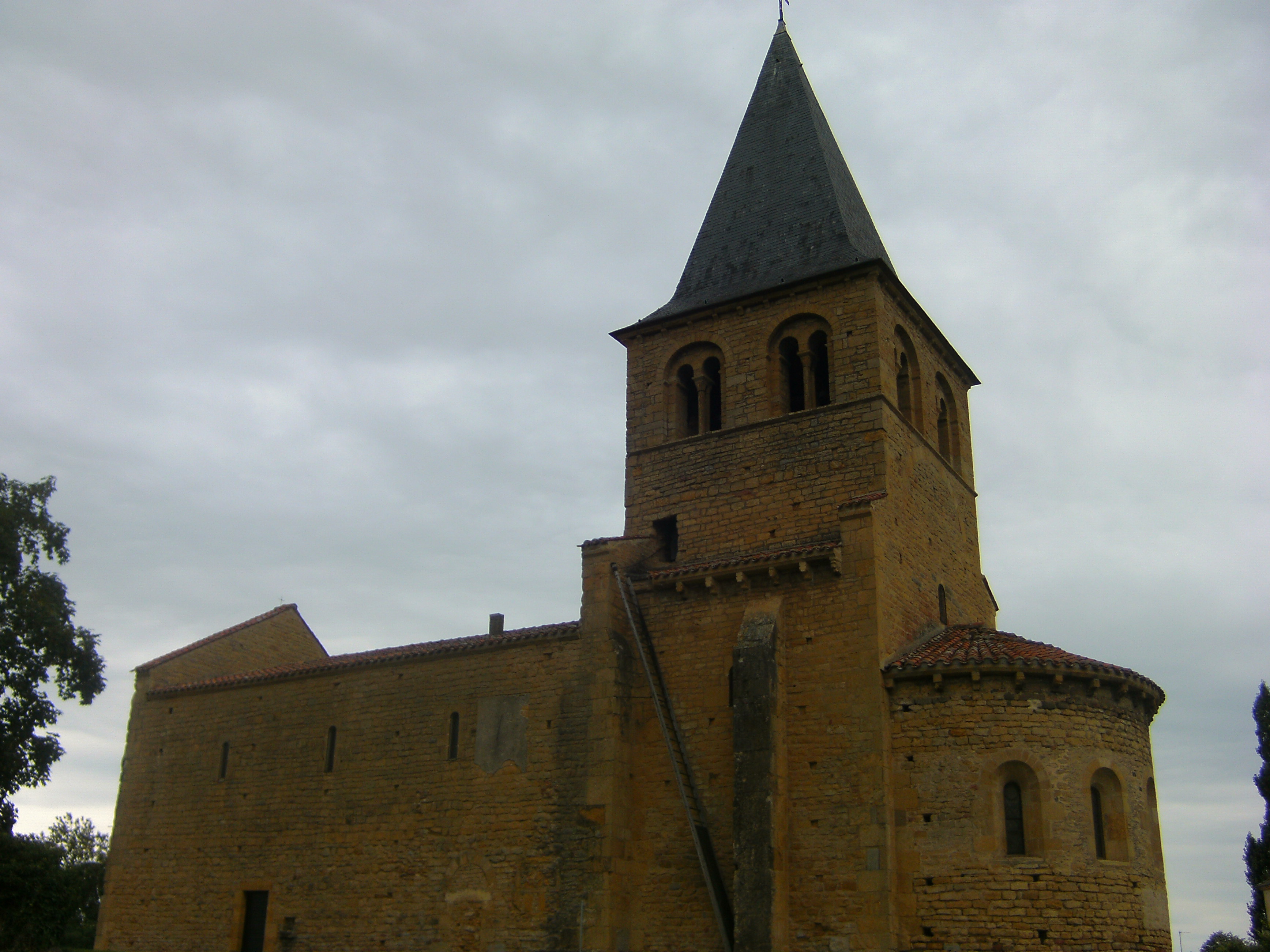
Église de Baugy.
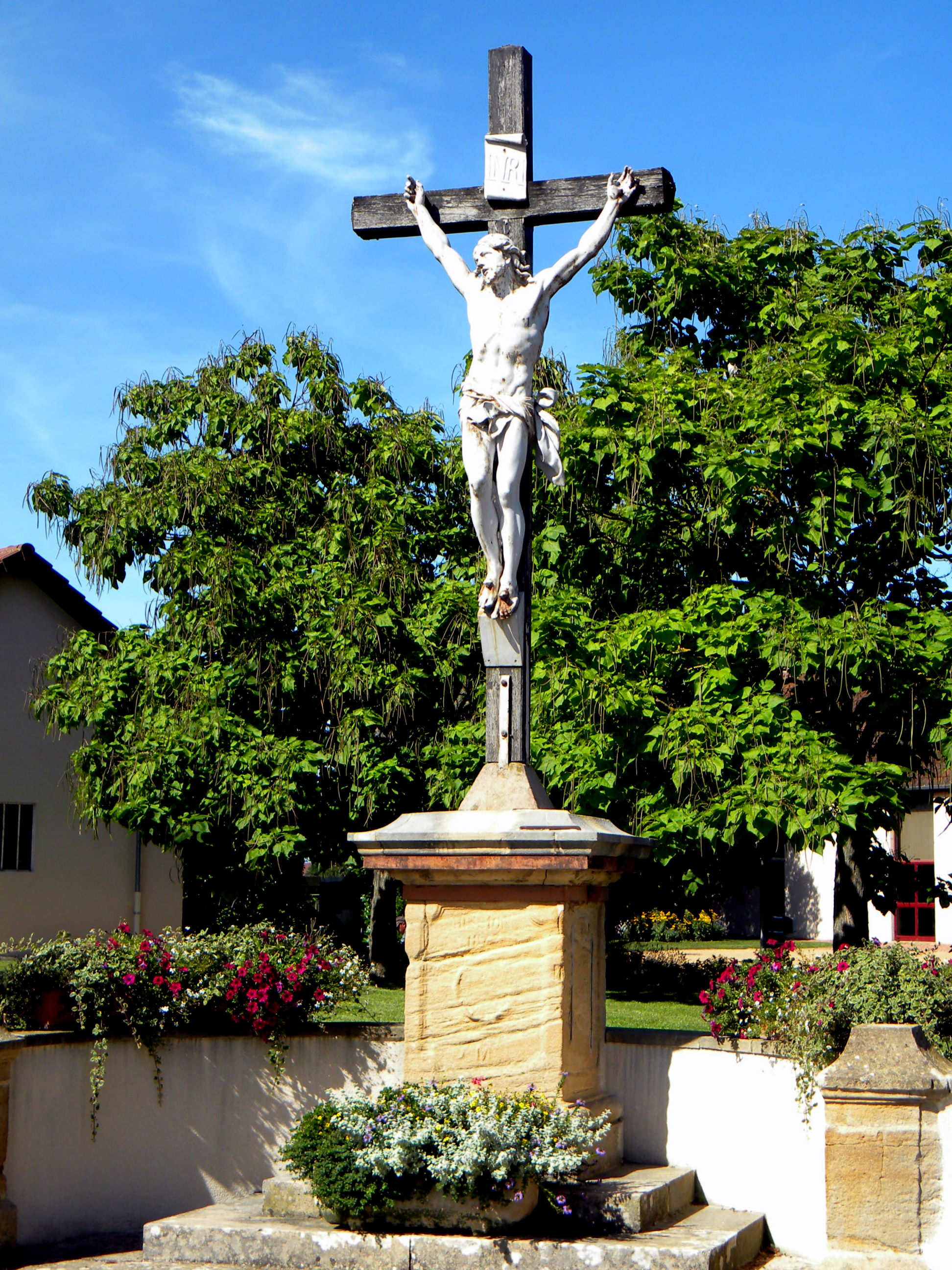
Calvaire, près de l'église.
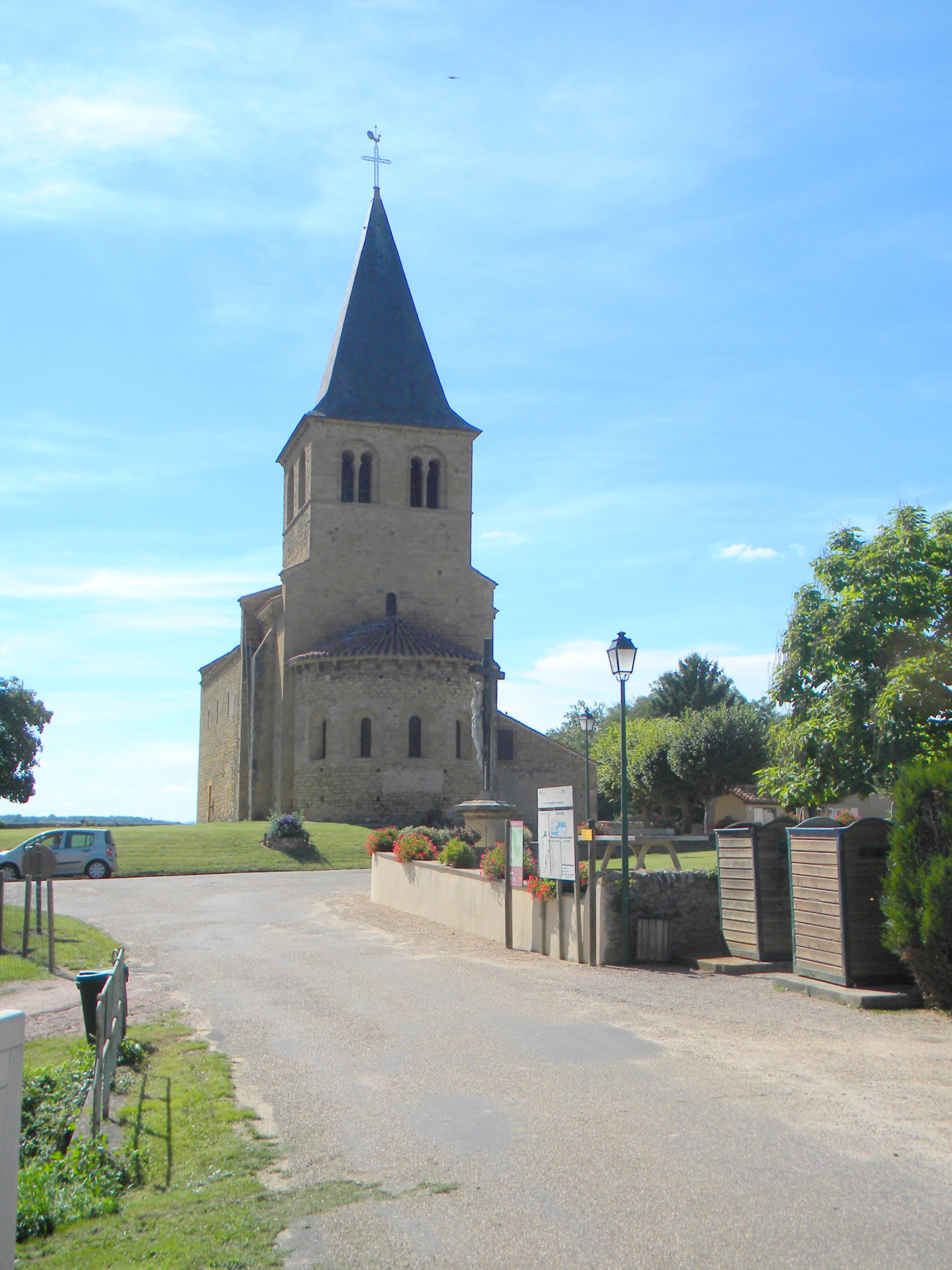
L'église, vue de la voie d'accès.

### Personnalités liées à la commune
- François Captier (1840-1902), sculpteur né à Baugy (le 27 mars 1840).
- Joseph Berchoux (1760-1838), poète, inventeur du mot « gastronomie » en français, maire de la commune de 1822 à 1830.

## Pour approfondir